# اسکوترودیت
اسکوترودیت  (به انگلیسی: Skutterudite) با فرمول شیمیایی CoAs3 از مجموعه کانی هاست و دارای قابلیت خوب هدایت الکتریکی بوده و از کانسارهای کبالت و نیکل است. از نام محل کشف آن در نروژ (Skutterud) گرفته شده‌است. محلول در HNO۳ متغیر - نسبت Co به Ni مهم است. برای اولین بار در نروژ کشف شد و از نظر شکل بلور: هگزائدر - اکتائدر - پنتاگونودودکائدر، رنگ: خاکستری فولادی روشن، شفافیت: کدر(اپاک)، شکستگی: صدفی - نامنظم، جلا: فلزی، رخ: بسیار ناقص، سیستم تبلور: مکعبی و در رده‌بندی سولفور است همچنین خاصیت مغناطیسی ندارد و منشأ تشکیل آن هیدروترمال است.
همایند کانی‌شناسی (پارانژ) آن سختی - چگالی - اشعه X - واکنشهای شیمیاییآرسنوپیریت - کلوآنتیت - اولمانیت- سافلوریت- کلوآنتیت- نیکلین و غیره است
، از نظر ژیزمان بلوری - آگرگات توده‌ای - دانه‌ای - خشن کمیاب است و بیشتر در آلمان شرقی و غربی، چک اسلواکی، اطریش، نروژ، مراکش یافت می‌شود.

## منبع
- پردیس کشاورزی ایران